# Pedro Benítez
Pedro Juan Benítez Domínguez (San Lorenzo, 23 de março de 1981) é um ex-futebolista paraguaio que atuava como zagueiro.

## Carreira
Durante sua carreira, Benítez jogou pelo San Lorenzo do Paraguai, Sportivo Luqueño, Olimpia, Cerro Porteño, Shakhtar Donetsk, Libertad e Tigres UANL.
Pedro Benitez marcou seu primeiro gol pelo Tigres contra o Atlas, em 9 de agosto de 2008. Foi uma peça-chave e deu uma importante vitória ao seu clube por 3 a 0. Em 27 de agosto, confirmou sua transferência para o Atlético Mineiro.
Sua estreia pelo Galo aconteceu no dia 12 de outubro de 2009 no Mineirão. Naquela ocasião, o alvinegro foi derrotado por 1 a 0, em jogo válido pela 28ª rodada do Campeonato Brasileiro.

## Seleção Nacional
Ele fez parte da equipe paraguaia medalha de prata nos Jogos Olímpicos de 2004, que conseguiu chegar as quartas-de-final com duas vitórias na fase de qualificação, e, tendo terminado em segundo lugar, bateu a Coreia do Sul nas quartas-de-final e o Iraque nas semifinais, antes de perder para a Argentina na final.

## Estatísticas
Até 11 de abril de 2013.

### Clubes
| Clube             | Temporada         | Campeonato nacional | Campeonato nacional | Copa nacional | Copa nacional | Competições continentais[a] | Competições continentais[a] | Outros torneios[b] | Outros torneios[b] | Total | Total |
| Clube             | Temporada         | Jogos               | Gols                | Jogos         | Gols          | Jogos                       | Gols                        | Jogos              | Gols               | Jogos | Gols  |
| ----------------- | ----------------- | ------------------- | ------------------- | ------------- | ------------- | --------------------------- | --------------------------- | ------------------ | ------------------ | ----- | ----- |
| Libertad          | 2013              | 0                   | 0                   | 0             | 0             | 0                           | 0                           | 0                  | 0                  | 0     | 0     |
| Libertad          | Total             | 0                   | 0                   | 0             | 0             | 0                           | 0                           | 0                  | 0                  | 0     | 0     |
| Total na carreira | Total na carreira | 0                   | 0                   | 0             | 0             | 0                           | 0                           | 0                  | 0                  | 0     | 0     |

- a. ^ Jogos da Copa Libertadores e Copa Sul-Americana
- b. ^ Jogos do Jogo amistoso

## Títulos
Olimpia
- Copa Libertadores da América (1): 2002
- Recopa Sul-Americana (1): 2003

 Cerro Porteño
- Campeonato Paraguaio (2): 2004, 2005

 Libertad
- Campeonato Paraguaio (2): 2007, 2008

 Atlético Mineiro
- Campeonato Mineiro (1): 2010

 Seleção Paraguaia
- Medalha de Prata nas Olimpíadas de Atenas 2004